# Mekarwangi (Sindangkerta)
Mekarwangi is een bestuurslaag in het regentschap West-Bandung van de provincie West-Java, Indonesië. Mekarwangi telt 6322 inwoners (volkstelling 2010).